# Salinas, Ecuador
Salinas este un oraș din Ecuador de 28.650 locuitori. 